# Monte Parpaiola
Il Monte Parpaiola (1.234 m s.l.m.) è una montagna delle Alpi del Monginevro nelle Alpi Cozie, situata in Piemonte.

## Toponimo

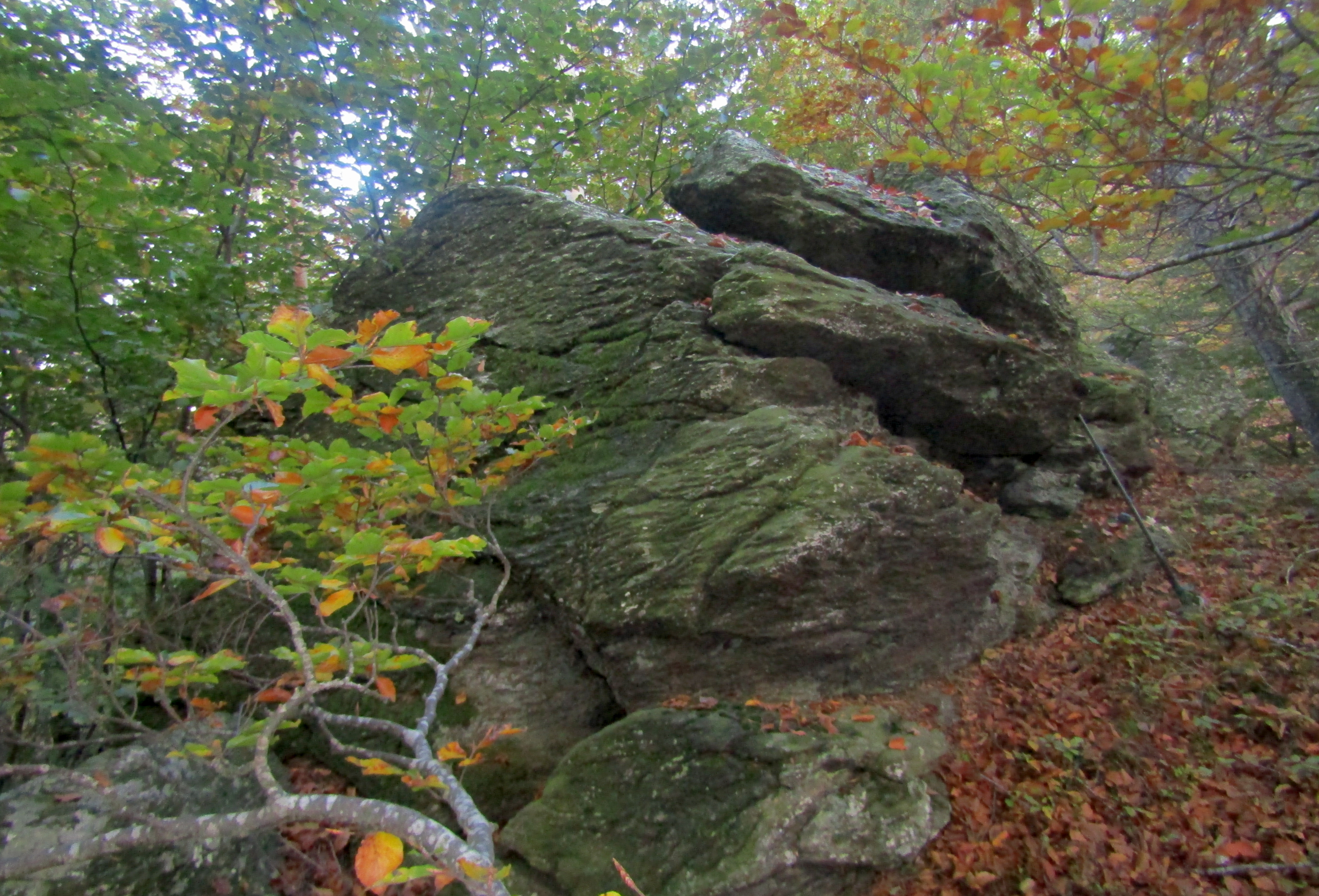
La cima della montagna

La Parpaiola (o Parpagliola) è una moneta di non grande valore che fu coniata in Piemonte e Lombardia tra il XV e il XVI secolo. In lingua piemontese parpaiola significa farfallina, una parola che, oltre che nel suo significato principale, è utilizzata come vezzaggiativo dell'organo sessuale femminile.

## Descrizione

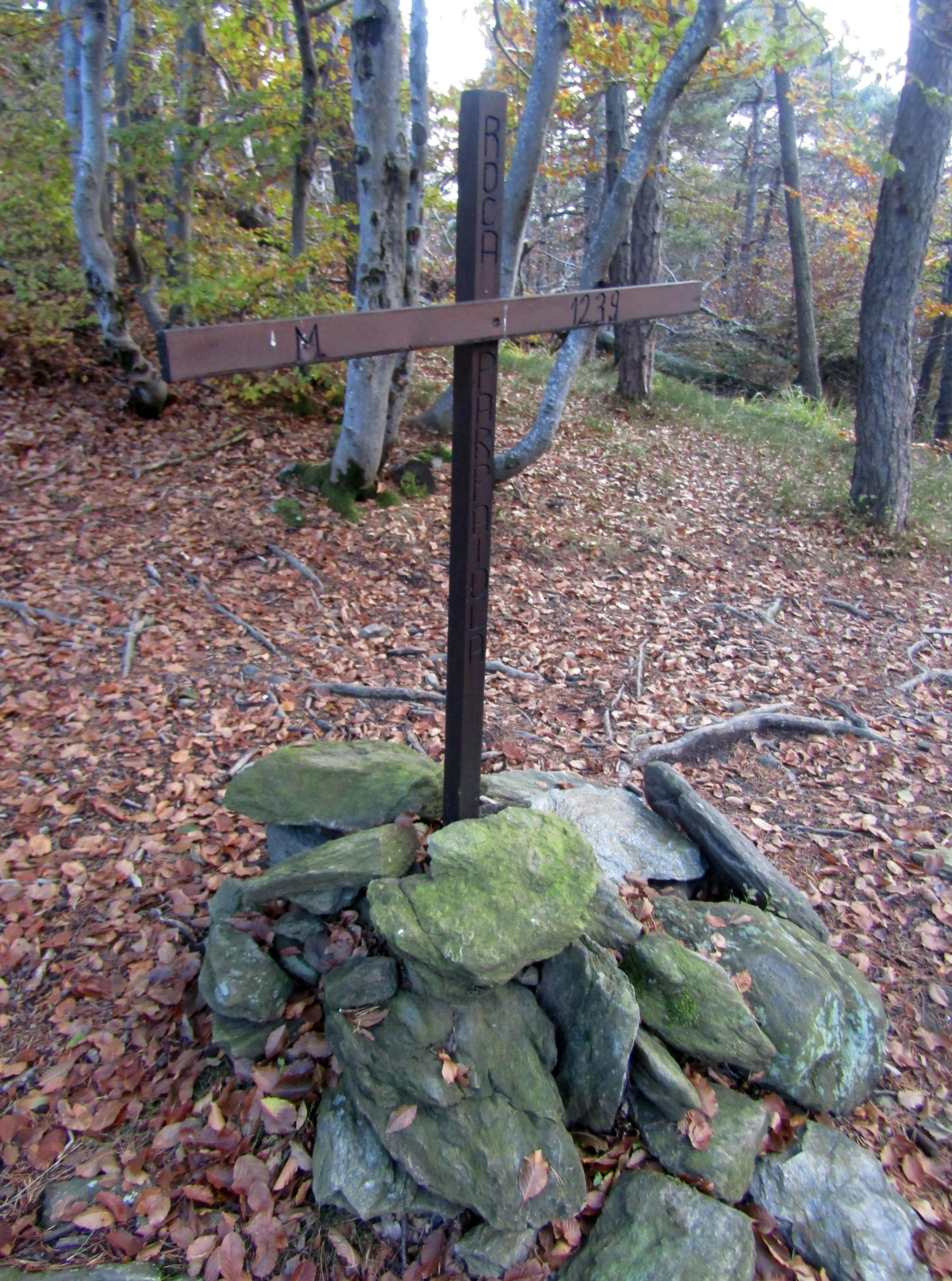
Croce di vetta

La montagna si trova sullo spartiacque tra la Val Lemina (a est) e il vallone del Grandubbione a ovest. Il Colle Lubè (1.118 m) la divide verso nord dal Monte Balmello (1.209 m) e dal Colle del Crò, mentre a sud lo spartiacque procede in direzione del Colle di Pra Martino e del Monte Rocciacotello. La zona è principalmente coperto da fitti boschi di latifoglie, che si diradano in corrispondenza dei rari affioramenti rocciosi, e vengono intervallati da zone a pino silvestre. Non lontana dalla cima, costituita da un affioramento roccioso profondamente fessurato, si trova una piccola croce di vetta. La prominenza topografica della montagna è di 114 m.

## Geologia
Il monte Parpaiola da un punto di vista geologico si caratterizza per la presenza di rocce sedimentarie (arenarie e conglomerati di origine carbonifera) con limitati affioramenti di micascisti gneissici.

## Accesso alla vetta
La montagna è toccata o sfiorata da vari itinerari escursionistici percorribili a piedi o in mountain bike.